# GeoPost
GeoPost este o companie de curierat rapid din Franța. GeoPost grupează la comun toate filialele de curierat rapid ale grupului francez La Poste (Poșta Franceză). Compania este prezentă în peste 230 de țări și are peste 300.000 de clienți. Grupul GeoPost este lider pe această piață în Franța și ocupă locul trei în Europa, cu o cifră de afaceri anuală estimată la 3,2 miliarde Euro în 2007.
Compania GeoPost este prezentă și în România, unde a achiziționat, în 2008, pachetul majoritar al companiei Pegasus.